# 湯浅竹次郎
湯浅 竹次郎（ゆあさ たけじろう、1871年11月21日（明治4年10月9日） - 1904年（明治37年）5月3日）は、日本の海軍軍人。日露戦争に「厳島」砲術長として出征し、第三回旅順港閉塞作戦で「相模丸」指揮官を務め戦死した海軍少佐である。栄典は従六位勲四等功五級。講道館柔道六段。講道館柔道殿堂に選ばれている一人。

## 生涯

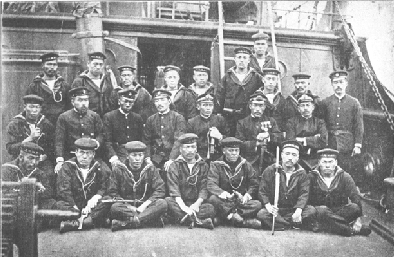
相模丸乗員（中列右から2人目、勲章をつけた人物が湯浅）

略歴
東京出身。旧会津藩士・湯浅牧五郎の次男。幼少期に嘉納治五郎の書生となり訓育を受ける。海軍兵学校19期を50中13番で卒業した。1894年（明治27年）9月、連合艦隊旗艦「松島」乗組候補生として黄海海戦に参戦。「松島」後艦橋で伊東祐亨ら司令部と共にあり、戦闘中は作戦記録を作成していた。同月少尉任官。大尉進級後、水雷艇「薄雲」回航のため英国出張。兵学校では砲術教官を務め、28期から30期の生徒を教育した。日露戦争に「厳島」砲術長として出征し、第三回旅順港閉塞作戦に参加。林三子雄中佐が指揮する12隻の閉塞船のうち「相模丸」の指揮官となる。他船の指揮官には大角岑生（釜山丸）、犬塚太郎（愛国丸）などがいた。25名の部下と共に閉塞に向かった湯浅は、「相模丸」を爆破し沈没させた後に戦死した。湯浅は第二回閉塞戦で戦死した広瀬武夫と同じく講道館門下で、死後六段を追贈された。
第三回旅順閉塞作戦
「相模丸」は第四小隊に配され、12隻をもってする閉塞では中央部に沈没させる予定であった。1904年5月2日、閉塞隊は悪天候に妨げられ分裂状態となるなか、「遠江丸」、「小樽丸」、「江戸丸」、「愛国丸」そして「相模丸」の五隻は自然に一隊を形成し湾口に向かう。しかしロシア軍に発見され激しい迎撃を受ける。「相模丸」乗員は戦後まで帰還するものがなく、旅順開城後に捕虜となっていた9名によりその顛末が明らかとなった。相模丸は防材を突破して湾口に進入し、湯浅は目的地点に到達したものと認め、「相模丸」を爆発させ総員退去を図った。5月3日午前3時過ぎのことである。この時まで乗員に戦死者はなかったが、激しい風浪に加え銃撃を受ける中、「相模丸」の沈没の際に発生した旋渦のため、移乗した端舟は転覆し湯浅は戦死した。1905年(明治38年)11月、湯浅、「朝顔丸」指揮官・向菊太郎少佐、「佐倉丸」指揮官・白石葭江少佐ほか36名がロシア軍によって白玉山西麓に埋葬されていたことが判明した。
異説
海軍発表によれば湯浅は、端船転覆後ロシア軍の攻撃に被弾し戦死したとなっている。しかしこれには異説がある。戦後ロシア陸軍少尉として旅順攻囲戦に参加した人物から日本の友人に寄せられた手紙では、湯浅は旅順に上陸したが、人事不省となりロシア軍の捕虜となった。湯浅は時計の紐での縊死、飛び降りなどで自決を図った。飛び降りでは重傷を負ったが治療を拒否し、また食事も拒否した。ロシア側は注射で栄養の補給を行うなどの措置をとったが、湯浅は死に至ったという。
出撃に際しての訓示
本船は旅順港閉塞に向はんとす。我等の任も亦重しといふべし。全員一体となつて、勇敢なる動作を敵前に為さざるべからず。世間にては我々閉塞に従事するものを決死隊と呼び、之に従事するものも亦決死を誇るが如き傾きあり。然れども是誤りなり。何となれば、死は決して吾等の絶対的目的にあらず。其の目的は｢任務遂行｣の四字にあるのみなればなり。唯徒に死して任務を遂行すること能はざれば益なきを以て、任務を遂行するまでは、須らく各自の生命を全うし、任務遂行の上は生死孰れとも、卿等の随意たるべし。 — 軍神湯浅少佐と海戦秘話より引用
遺書
湯浅が出撃に際し残した遺書には、「古人曰ヘルアリ従容ト義ニ就クハ難シト。今ヤ廿有余ノ勇士ト此難事ヲ決行ス。武士ノ面目之ニ過ギズ」との一節があった。海兵の一生徒はこの一節に感激し生涯の目標を｢従容義ニ就ク境地ニ到達センコト｣に定めた。この生徒は後年特攻攻撃の魁とされた有馬正文である。

## 栄典
位階
- 1898年（明治31年）3月8日 - 従七位[13]

勲章
- 1895年（明治28年）11月18日 - 勲六等単光旭日章[14]